# Lee Taemin

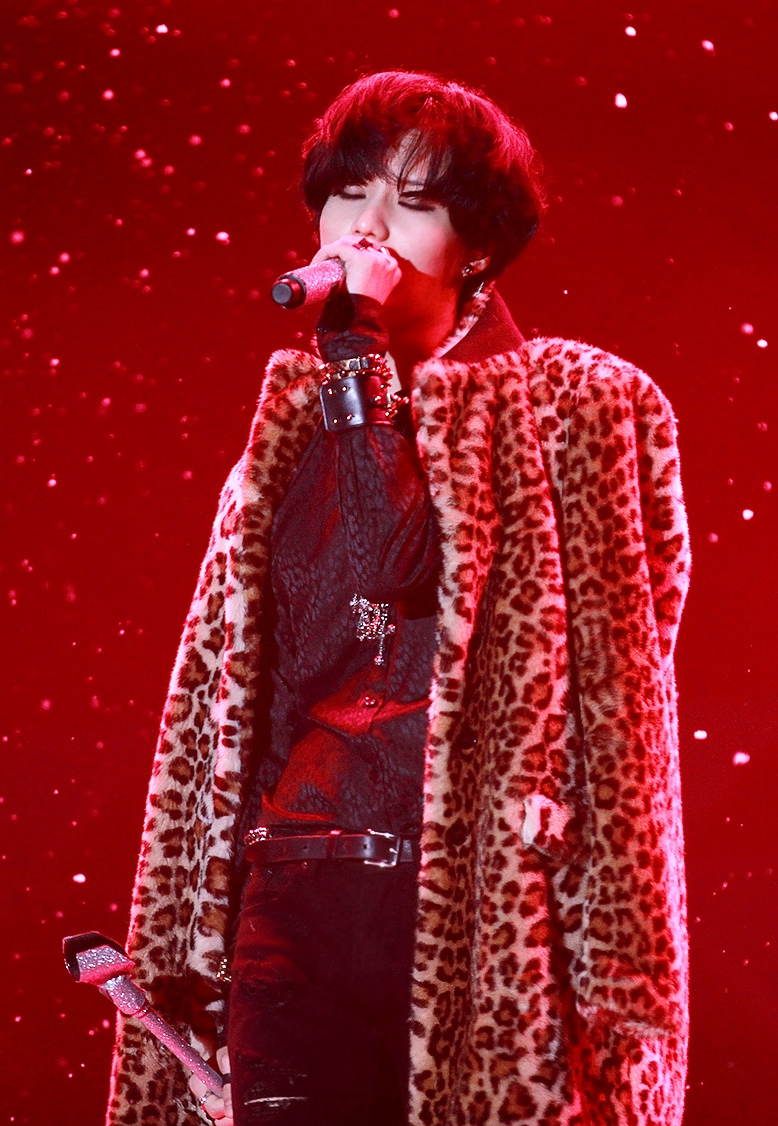
Taemin bei der SMTown Week 2013

Lee Taemin (kor. 이태민; * 18. Juli 1993 in Seoul) ist ein südkoreanischer Sänger, Tänzer und Schauspieler.

## Leben
Taemin wurde am 18. Juli 1993 in Dobong-gu, Seoul geboren. Er hat einen 2 Jahre älteren Bruder Taesun. Als Kind wollte er ursprünglich Pilot werden, was sich aber später veränderte. Er bekam Interesse an der Musik und lernte in der Grundschule Piano spielen. 2005 wurde Taemin in einer Audition von der Talentagentur S.M. Entertainment im Alter von 12 Jahren entdeckt.
Er ist seit 2008 Mitglied der südkoreanischen Boygroup SHINee. Die Band hatte ihr Debüt am 25. Mai 2008 in der Sendung Inkigayo auf SBS. Kai, Mitglied der Band Exo, und Taemin sind beste Freunde.
Seine Schauspielkarriere begann er 2009 mit MBC’s Komödie Tae Hee, Hye Kyo, Ji Hyun als Junsu.
Im Dezember 2011 betätigte sich Taemin als Synchronsprecher in der koreanischen Version des Films Outback – Jetzt wird’s richtig wild! als Johnny, zusammen mit Girls’ Generations Sunny. 2013 nahm er an der Show WGM (We got married) mit Na-eun von Apink teil.
Taemin machte sich als Solosänger selbstständig und brachte im August 2014 sein Solodebüt-Album The 1st Mini Album ‚Ace‘ raus. Es platzierte sich auf Platz 1 der Album-Charts in Südkorea. Am 15. August veröffentlichte er ein Musikvideo zu dem Lied Danger aus seinem Album.
Er hatte sein Comeback mit seinem Album „Press it“ im Februar 2016 und machte sein japanisches Solodebüt am 26. Februar mit der japanischen Version von Press Your Number.
Im Oktober 2017 feierte Taemin sein Comeback mit seinem zweiten Studioalbum Move welches sich auf Platz 2 der südkoreanischen Album-Charts platzierte.
Am 7. August 2019 wurde bekanntgegeben, dass Taemin ein Mitglied der „k-pop supergroup“ SuperM ist, welche von SM Entertainment in Kooperation mit Capitol Records gegründet wurde. Die Gruppe soll ab Oktober tätig sein und ist an den amerikanischen Markt gerichtet. SuperM's gleichnamige Debüt-EP, mit der ersten Single „Jopping“, kam am 4. Oktober 2019 heraus.

## Diskografie

### Studioalben
| Jahr | Titel Musiklabel                                | Höchstplatzierung, Gesamtwochen, AuszeichnungChartplatzierungen (Jahr, Titel, Musiklabel, Platzierungen, Wochen, Auszeichnungen, Anmerkungen) | Höchstplatzierung, Gesamtwochen, AuszeichnungChartplatzierungen (Jahr, Titel, Musiklabel, Platzierungen, Wochen, Auszeichnungen, Anmerkungen) | Anmerkungen                                                             |
| Jahr | Titel Musiklabel                                | KR | JP | Anmerkungen                                                             |
| ---- | ----------------------------------------------- | --- | --- | ----------------------------------------------------------------------- |
| 2016 | Press It SM Entertainment                       | KR1 (27 Wo.)KR | — | Erstveröffentlichung: 23. Februar 2016                                  |
| 2017 | Move SM Entertainment                           | KR2 (12 Wo.)KR | — | Erstveröffentlichung: 16. Oktober 2017                                  |
| 2017 | Move-ing SM Entertainment                       | KR3 (3 Wo.)KR | — | Erstveröffentlichung: 10. Dezember 2017 Wiederveröffentlichung von Move |
| 2018 | Taemin EMI Records, Universal Music Japan       | — | JP2 (6 Wo.)JP | Erstveröffentlichung: 5. November 2018                                  |
| 2020 | Never Gonna Dance Again: Act 1 SM Entertainment | KR1 (10 Wo.)KR | — | Erstveröffentlichung: 7. September 2020                                 |
| 2020 | Never Gonna Dance Again: Act 2 SM Entertainment | KR2 (8 Wo.)KR | — | Erstveröffentlichung: 9. November 2020                                  |

### Kompilationen
| Jahr | Titel Musiklabel                         | Höchstplatzierung, Gesamtwochen, AuszeichnungChartsChartplatzierungen (Jahr, Titel, Musiklabel, Platzierungen, Wochen, Auszeichnungen, Anmerkungen) | Anmerkungen                             |
| Jahr | Titel Musiklabel                         | KR | Anmerkungen                             |
| ---- | ---------------------------------------- | --- | --------------------------------------- |
| 2020 | Never Gonna Dance Again SM Entertainment | KR8 (4 Wo.)KR | Erstveröffentlichung: 14. Dezember 2020 |

### EPs
| Jahr | Titel Musiklabel                                   | Höchstplatzierung, Gesamtwochen, AuszeichnungChartplatzierungen (Jahr, Titel, Musiklabel, Platzierungen, Wochen, Auszeichnungen, Anmerkungen) | Höchstplatzierung, Gesamtwochen, AuszeichnungChartplatzierungen (Jahr, Titel, Musiklabel, Platzierungen, Wochen, Auszeichnungen, Anmerkungen) | Anmerkungen                                                |
| Jahr | Titel Musiklabel                                   | KR | JP | Anmerkungen                                                |
| ---- | -------------------------------------------------- | --- | --- | ---------------------------------------------------------- |
| 2014 | Ace SM Entertainment                               | KR1 (72 Wo.)KR | — | Erstveröffentlichung: 18. August 2014                      |
| 2016 | Sayonara Hitori EMI Records, Universal Music Japan | — | JP3 (6 Wo.)JP | Erstveröffentlichung: 27. Juli 2016                        |
| 2017 | Flame of Love EMI Records, Universal Music Japan   | — | JP2 (6 Wo.)JP | Erstveröffentlichung: 3. Juli 2017                         |
| 2019 | Want SM Entertainment                              | KR1 (12 Wo.)KR | — | Erstveröffentlichung: 11. Februar 2019                     |
| 2019 | Famous EMI Records, Universal Music Japan          | — | JP1 (4 Wo.)JP | Erstveröffentlichung: 4. August 2019                       |
| 2021 | Advice SM Entertainment                            | KR2 (4 Wo.)KR | — | Erstveröffentlichung: 18. Mai 2021                         |
| 2023 | Guilty SM Entertainment                            | KR4 Platin · (8 Wo.)KR | — | Erstveröffentlichung: 30. Oktober 2023 Verkäufe: + 250.000 |
| 2024 | Eternal BPM Entertainment                          | KR2 (9 Wo.)KR | — | Erstveröffentlichung: 19. August 2024                      |

### Singles
| Jahr | Titel Album                                      | Höchstplatzierung, Gesamtwochen, AuszeichnungChartsChartplatzierungen (Jahr, Titel, Album, Platzierungen, Wochen, Auszeichnungen, Anmerkungen) | Anmerkungen                             |
| Jahr | Titel Album                                      | KR | Anmerkungen                             |
| ---- | ------------------------------------------------ | --- | --------------------------------------- |
| 2014 | Danger (괴도) Ace                                | KR5 (4 Wo.)KR | Erstveröffentlichung: 2014              |
| 2016 | Drip Drop Press It                               | KR44 (1 Wo.)KR | Erstveröffentlichung: 2016              |
| 2016 | Press Your Number Press It                       | KR15 (4 Wo.)KR | Erstveröffentlichung: 2016              |
| 2016 | Sayonara Hitori (さよならひとり) Sayonara Hitori | KR121 (2 Wo.)KR | Erstveröffentlichung: 2016              |
| 2017 | Flame of Love                                    | — | Erstveröffentlichung: 2017              |
| 2017 | Move                                             | KR12 (5 Wo.)KR | Erstveröffentlichung: 16. Oktober 2017  |
| 2017 | Thirsty (Off-Sick Konzert Version) –             | — | Erstveröffentlichung: 2017              |
| 2017 | Day and Night (낮과 밤) Move-ing                 | KR11 (1 Wo.)KR | Erstveröffentlichung: 2017              |
| 2018 | Eclipse Taemin                                   | — | Erstveröffentlichung: 2018              |
| 2018 | Mars Taemin                                      | — | Erstveröffentlichung: 2018              |
| 2018 | Under My Skin Taemi                              | — | Erstveröffentlichung: 2018              |
| 2019 | Want                                             | KR31 (3 Wo.)KR | Erstveröffentlichung: 2019              |
| 2019 | Famous                                           | — | Erstveröffentlichung: 2019              |
| 2020 | 2 Kids Never Gonna Dance Again                   | KR83 (1 Wo.)KR | Erstveröffentlichung: 2020              |
| 2020 | Criminal Never Gonna Dance Again                 | KR25 (2 Wo.)KR | Erstveröffentlichung: 7. September 2020 |
| 2020 | Idea (이데아; 理想) Never Gonna Dance Again      | KR23 (1 Wo.)KR | Erstveröffentlichung: 2020              |
| 2021 | Advice                                           | KR21 (1 Wo.)KR | Erstveröffentlichung: 2021              |
| 2023 | Guilty                                           | KR13 (1 Wo.)KR | Erstveröffentlichung: 2023              |
| 2024 | Sexy in the Air Eternal                          | KR9 (1 Wo.)KR | Erstveröffentlichung: 2024              |
| 2024 | Horizon Eternal                                  | — | Erstveröffentlichung: 2024              |

## Filmografie

### Fernsehserien
| - 2009: Tae Hee, Hye Kyo, Ji Hyun - 2010: Dream Team - 2010: Athena: Goddess of War - 2010: Hello Baby - 2010: Infinite Challenge - 2010: Raising Idol - 2010: Invincible Youth - 2011: Moon Night '90 - 2011: High Kick! 3 - 2012: Immortal Songs 2 - 2012: Salamander Guru and The Shadows - 2012: Shinwha Broadcast - 2012: Radio Star - 2013–2014: We Got Married - 2013: Dating Agency: Cyrano - 2013: Barefooted Friends - 2014: Immortal Songs 2 - 2014: Running Man | - 2014: After School Club - 2014: Comedy Big League - 2014: 4 Things Show - 2014: Hello Counselor - 2014: The King of Food - 2015: The Match Made in Heaven Returns - 2015: Off to School - 2015: Saturday Night Live Korea - 2015: Witch Hunt - 2015: Hello Counselor - 2016: Saturday Night Live Korea - 2016: Non-Summit - 2016: You Hee-yeol's Sketchbook - 2016: Wednesday Food Talk - 2016: Hot Brain: Problematic Men - 2016: Section Tv - 2017: Final Life |

### Filme
- 2012: Outback – Jetzt wird’s richtig wild!
- 2012: I.Am
- 2013: The Miracle
- 2015: SMTOWN: The Stage